# Ammerried
Ammerried ist eine bayerische Einöde, die zur Gemeinde Birgland gehört.

## Geografie
Die Einöde im Norden des Oberpfälzer Jura ist einer von 42 amtlich benannten Gemeindeteilen der Gemeinde Birgland im westlichen Teil der Oberpfalz. Das auf einer Höhe von 528 m ü. NHN gelegene Ammerried ist etwa sechseinhalb Kilometer von dem südöstlich liegenden Pfarrdorf Illschwang entfernt, in dem die Birglander Gemeindeverwaltung ihren Sitz hat.

## Geschichte

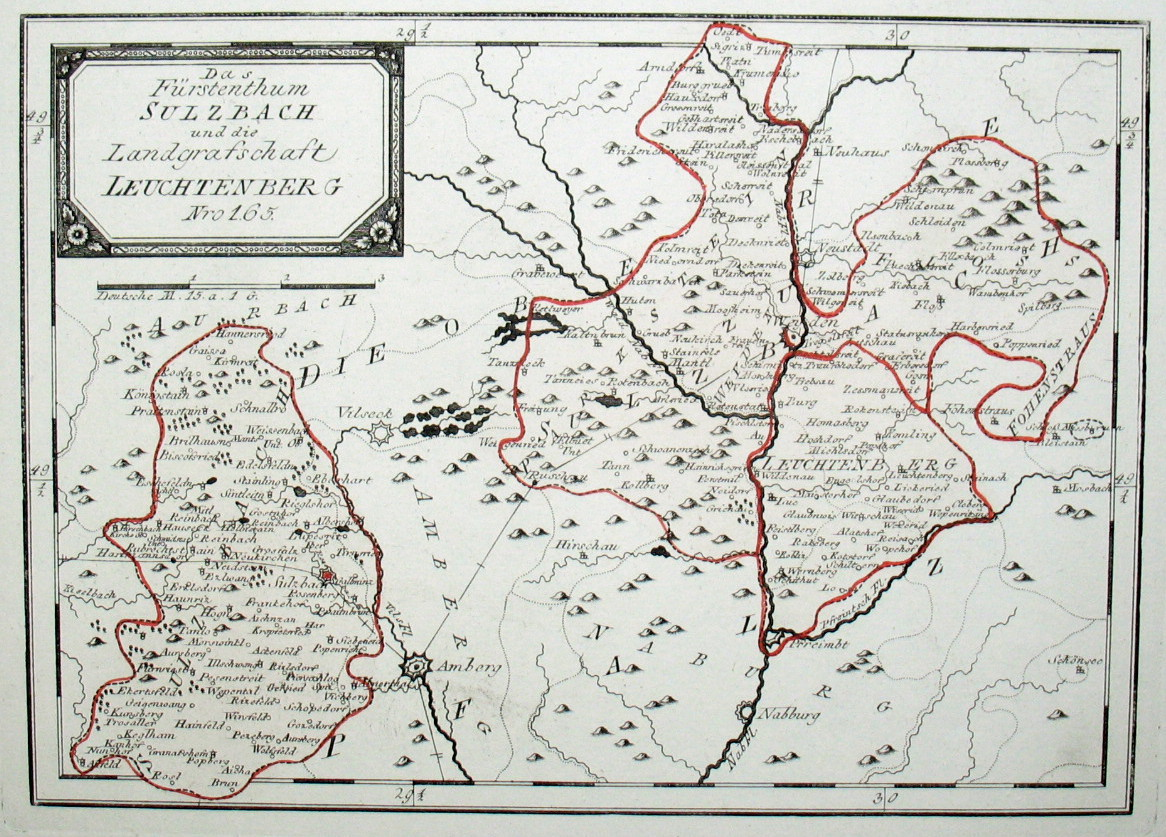
Das Territorium des Herzogtums Sulzbach mit dem Gebiet des Landrichteramtes Sulzbach im Südwesten

Zum Ende des Heiligen Römischen Reiches unterstand die bis 1777 kurpfälzische Einöde der Landeshoheit des Kurfürstentums Pfalzbaiern. Sie gehörte dabei zum Landrichteramt Sulzbach, das der südwestliche Teil des wittelsbachischen Herzogtums Sulzbach war. Im Rahmen des im Herzogtum Sulzbach seit 1652 geltenden Simultaneums waren die evangelischen Einwohner des damals aus drei Anwesen bestehenden Ortes nach Fürnried eingepfarrt, die katholischen Einwohner der Pfarrei in Heldmannsberg zugeordnet.
Durch die Verwaltungsreformen zu Beginn des 19. Jahrhunderts im Königreich Bayern wurde Ammerried mit dem Zweiten Gemeindeedikt im Jahr 1818 ein Bestandteil der Landgemeinde Fürnried, zu der auch die Orte Hofstetten, Kutschendorf, Lichtenegg, Tannlohe und Wurmrausch gehörten. Im Zuge der kommunalen Gebietsreform in Bayern in den 1970er Jahren wurde Ammerried zusammen mit dem größten Teil der Gemeinde Fürnried am 1. Juli 1972 in die sechs Monate vorher gebildete Flächengemeinde Birgland eingegliedert. Im Jahr 1987 zählte die aus zwei Anwesen bestehende Einöde 14 Einwohner.

## Verkehr
Eine aus dem Nordnordwesten von Tannlohe kommende Gemeindeverbindungsstraße verläuft am südwestlichen Ortsrand vorbei und führt südwärts weiter nach Fürnried. Der ÖPNV bedient die Einöde an einer Haltestelle der Buslinie 76 des VGN. Der am schnellsten erreichbare Bahnhof befindet sich in Sulzbach-Rosenberg an der Bahnstrecke Nürnberg–Schwandorf.